# Le Sexe dans tous ses états
Le Sexe dans tous ses états est une émission de télévision française présentée par Véronique Mounier et dont un seul et unique numéro a été diffusé sur TF1 le mardi 23 février 2010 à 23 h 15.

## Historique
Annoncé durant la conférence de rentrée de TF1 pour la saison 2009-2010, l'émission devait être initialement confiée à Flavie Flament, mais celle-ci a quitté TF1 le 30 novembre 2009, et ne présente pas le réveillon du 31 sur TF1. L'émission est confiée à Véronique Mounier, à la suite du départ de Flavie Flament.
Le Sexe dans tous ses états devait devenir un nouveau magazine ludique sur le sexe, et devait être diffusé à la même fréquence que d'autres magazines de société de TF1 comme Confessions intimes ou Pascal, le grand frère notamment vers 23h15.
En mai 2010, TF1 décide d'arrêter Le Sexe dans tous ses états et annonce qu'elle annule la diffusion des 3 autres numéros, pourtant déjà prévus et tournés,,.

## Principe
Ce magazine proposait « un décryptage de la sexualité des français afin d'informer, de rassurer, et de répondre aux questions sur les comportements amoureux des plus jeunes et sur les nouvelles pratiques sexuelles existants en France ».
Le premier et unique thème abordé dans l'émission est « Sexualité : des ados en quête de repères », divisé en plusieurs parties :
- Comment nos ados découvrent la sexualité
- Ados et porno, les liaisons dangereuses
- Brigade des mineurs, une sexualité à la dérive
- Maman à 16 ans
- Questions de sexe : S'il y a un sujet où le dialogue est toujours difficile entre parents et enfants, c'est la sexualité

## Autres émissions autour du sujet
A la rentrée 2009, M6 annonce également préparer une émission sur la sexualité[réf. nécessaire].

M6 diffuse son magazine de sexualité Les français, l'amour et le sexe en juin 2010, mais oriente différemment son propos et ne propose pas un magazine de prévention mais un magazine sur le plaisir qui obtient un franc succès.